# Великорішнівська сільська рада
Великорішні́вська сільська́ ра́да — адміністративно-територіальна одиниця та орган місцевого самоврядування в Шепетівському районі Хмельницької області. Адміністративний центр — село Велика Рішнівка.

## Загальні відомості
Великорішнівська сільська рада утворена в 1937 році.
- Територія ради: 3,626 км²
- Населення ради: 934 особи (станом на 2001 рік)

## Населені пункти
Сільській раді підпорядковані населені пункти:
- с. Велика Рішнівка
- с. Коса Рішнівка
- с. Сошки

## Склад ради
Рада складається з 12 депутатів та голови.
- Голова ради: Космина Володимир Петрович
- Секретар ради: Космина Валентина Іванівна

### Керівний склад попередніх скликань
| Прізвище, ім'я, по батькові  | Основні відомості                                                               | Дата обрання | Дата звільнення |
| ---------------------------- | ------------------------------------------------------------------------------- | ------------ | --------------- |
| Глушківський Йосип Францович | Сільський голова, 1942 року народження, безпартійний                            | 26.03.2006   | 31.10.2010      |
| Космина Володимир Петрович   | Сільський голова, 1971 року народження, освіта середня спеціальна, безпартійний | 31.10.2010   |                 |

Примітка: таблиця складена за даними сайту Верховної Ради України

### Депутати
За результатами місцевих виборів 2010 року депутатами ради стали:

#### За суб'єктами висування
| Суб'єкт висування                 | Кількість обраних депутатів | %    |
| --------------------------------- | --------------------------- | ---- |
| Партія регіонів                   | 6                           | 50   |
| Самовисування                     | 5                           | 41,7 |
| Політична партія «Сильна Україна» | 1                           | 8,3  |

#### За округами
| № округу                          | Прізвище, ім'я, по батькові   | Дата визнання обраним | Освіта  | Партійна приналежність                        | Відомості про обраного депутата                             |
| --------------------------------- | ----------------------------- | --------------------- | ------- | --------------------------------------------- | ----------------------------------------------------------- |
| Партія регіонів                   |                               |                       |         |                                               |                                                             |
| 2                                 | Юрченко Ігор Олексійович      | 02.11.2010            | середня | член Партії регіонів                          | приватний підприємець                                       |
| 3                                 | Куца Галина Леонтіївна        | 02.11.2010            | середня | член Партії регіонів                          | Великорішнівська загальноосвітня школа, техпрацівник        |
| 4                                 | Головатюк Надія Миколаївна    | 02.11.2010            | середня | член Партії регіонів                          | фельдшерський пункт с. В.Рішнівка, завідувачка              |
| 5                                 | Сторожук Наталія Вікторівна   | 02.11.2010            | вища    | член Партії регіонів                          | Великорішнівська загальноосвітня школа, педагог-організатор |
| 11                                | Лахнік Леонід Дмитрович       | 02.11.2010            | середня | член Партії регіонів                          | пенсіонер                                                   |
| 12                                | Верхогляд Сергій Пилипович    | 02.11.2010            | середня | член Партії регіонів                          | тимчасово не працює                                         |
| Політична партія «Сильна Україна» |                               |                       |         |                                               |                                                             |
| 6                                 | Рудюк Віталій Миколайович     | 02.11.2010            | середня | член Політичної партії «Сильна Україна»       | тимчасово не працює                                         |
| Самовисування                     |                               |                       |         |                                               |                                                             |
| 1                                 | Цимбалюк Валентина Миколаївна | 02.11.2010            | середня | член Всеукраїнського об'єднання «Батьківщина» | магазин с. В.Решнівка, продавець                            |
| 7                                 | Калінішин Олександр Петрович  | 02.11.2010            | вища    | позапартійний                                 | МРВУМВС м. Шепетівка, дільничий інспектор                   |
| 8                                 | Антонюк Світлана Михайлівна   | 02.11.2010            | середня | член Всеукраїнського об'єднання «Батьківщина» | тимчасово не працює                                         |
| 9                                 | Комаров Віктор Миколайович    | 02.11.2010            | середня | член Всеукраїнського об'єднання «Батьківщина» | ТОВ «СВАРОГ», слюсар                                        |
| 10                                | Космина Валентина Іванівна    | 02.11.2010            | середня | позапартійна                                  | Великорішнівська сільська рада, секретар виконкому          |